# Purkrabí
Purkrabí (z něm. Burggraf) či kastelán (z lat. castellum → castellanus) byl původně vysoký úředník zeměpanské správy v čele purkrabství (v období hradské soustavy), později – po zkonstituování vrcholně středověké pozemkové šlechty – správce a strážce hradu. Ve 13. století na purkrabí a komoří přešla moc županů. Od 13. století jsou purkrabí též soudní a zemští úředníci, jejichž moc postupně značně roste. Nejvyšší purkrabí byl v době stavovské v Čechách dokonce nejmocnější zemský úředník.